# رود نادیم
رود نادیم (روسی: Нады́м) یک رودخانه در ناحیه خودگردان یامالو-ننتس کشور روسیه است..